# 流氓醫生 (電影)
《流氓醫生》，是1995年上映的一部香港電影，由李志毅執導，梁朝偉、劉青雲、許志安和鍾麗緹主演，改編自史村翔原作、永安巧作畫的日本漫畫《流氓俠醫》（講談社出版）。

## 劇情
醫生劉文（梁朝偉飾）表面玩世不恭，實際上卻是個細膩且洞悉世情的人。他醉心醫學、醫術高明，但厭惡醫療制度的不公，到了紅燈區經營診所，並屢向貧苦大眾施醫德。他的病人中有英勇的警員（劉青雲飾）、風月女子等等。他除了醫治病人身體上的傷痛，也樂於傾聽這羣草根的心聲，成為了他們的好友。但他卻被昔日的好友陷害，面臨吊銷醫生執照的危機。

## 演員
| 演員   | 角色            | 關係/暱稱 |
| 梁朝偉 | 劉文            | 私人執業醫生，於燈籠洲街（虛構街名）貧民區開設診所，經常醫治妓女及黑道中人；表面上吊兒郎當，但醫術高超，盡心醫治病人。生性風流。 |
| 劉青雲 | 阿超            | 便裝警察，劉文的好友。:76 |
| 鍾麗緹 | Jamie           | 心理醫生，左自傑的女友，後戀上劉文。                                                                                             |
| 杜德偉 | 左自傑（Roger） | 追逐名利的名醫，十多年前與劉文同期實習，雖然妒忌劉文的醫術，但又不得不向他請教:76，被劉文勸籲勿再當「醫學界經紀」                |
| 許志安 | 阿蘇            | 見習醫生，左自傑的下屬，後於工餘時間到劉文診所擔任助手 。:75                                                                     |
| 徐濠縈 | 阿仙            | 劉文的病人，患有末期骨癌，被劉文交託予阿蘇，與阿蘇產生感情。:75                                                                  |
| 童愛玲 | 樂媚            | 妓女，與阿超產生感情，曾患重病而切除子宮 。                                                                                      |
| 羅家英 | 王就            | |
| 梁詠琪 | May             | 富家女，後與劉文等人成為朋友，在診所幫忙 。                                                                                      |
| 吳耀漢 | 鮑呈            | 醫學院的老教授，研究中西醫理論結合，與劉文交好及共同研究。                                                                       |
| 羅卡   | May之父         | |
| 陳小春 | 紋身合唱團成員  | |
| 吳啟華 | 紀彤            | 富商，左自傑的朋友，生性風流，喜歡勾引人妻，因而遭遇復仇。                                                                       |
| 鄒靜   | 阿鳳            | |
| 王喜   | 阿虎            | 盤據燈籠洲街的黑幫成員。 |
| 張睿羚 | 護士            | |
| 黃偉文 | 福              | |
| 林曉峰 | 刧匪            | |
| 黃華和 | 白書記          | |
| 朱永棠 |                 | |
| 張之亮 | 紋身合唱團指揮  | |
| 梁焯滿 | 福手下          | |
| 關信輝 | 德仔            | |

## 製作
此片改編自史村翔原作、永安巧作畫的日本漫畫《流氓俠醫》，獲正式授權。:72

### 選角
主角劉文的演員，電影人製作有限公司（UFO）的東主之一張之亮本來意屬周潤發，但因周潤發的檔期問題而擱置。轉為起用梁朝偉後，導演李志毅想起與他拍攝《新難兄難弟》時，日劇《東京愛情故事》正在香港播出，當時劇組曾討論如果拍攝《東》的香港版，風流醫科生三上健一的演員非梁朝偉莫屬，於是便參考三上一角改變了主角的性格，以配合梁朝偉的特質。:73

## 發行
2020年再次上映。2023年於香港電影資料館播放，並設座談會。

## 獎項
| 獎項                  | 類別       | 获奖者 | 結果 |
| --------------------- | ---------- | ------ | ---- |
| 第1屆香港電影金紫荊獎 | 最佳男主角 | 梁朝偉 | 提名 |

## 評價
導演葉念琛認為此片演員陣容、故事結構、製作條件俱佳，但故事枝節太多，及表達過於婉約，影響觀眾的投入程度。

## 外部連結
- 香港影庫上《流氓醫生》的資料（繁體中文）
- 互联网电影数据库（IMDb）上《流氓醫生》的资料（英文）